# Егнаций Прокул
Егнаций Прокул (на латински: Egnatius Proculus, на гръцки: Εκνατιου Πρόκλου; * 167; † след 219) е политик и сенатор на Римската империя. Произлиза от знатния римски род Егнации.
Егнаций Прокул е син на философа Авъл Егнаций Присцилиан, който е роднина на Марк Егнаций Марцелин (суфектконсул 116 г.) и Марк Егнаций Постум (суфектконсул 183 г.). Брат е на Луций Егнаций Виктор (суфектконсул 207 г.).
Прокул е легат на провинция Тракия (legatus Augusti pro praetore Thraciae) по времето на августи Септимий Север и Каракала от 207 до 210 г. Името му е известно от надпис от Филипопол (дн. Пловдив). През 219 г. суфектконсул.
Той се жени и има син Квинт Егнаций Прокул, който е суфектконсул през неизвестна година и е баща на Квинт Егнаций Галиен Перпету (consularis vir в Самниум, Италия). Чичо е на Егнация Мариниана, която е втората съпруга на римския император Валериан I и майка на император Галиен и Валериан Младши.